# Lynette Scavo
Lynette Scavo is een personage uit de Amerikaanse televisieserie Desperate Housewives, gespeeld door Felicity Huffman.
'Lynette' (geboortenaam: Lindquist) is een typische hardwerkende moeder van 44 jaar met vier kinderen, van wie twee lijden aan ADHD. Ze is getrouwd met Tom Scavo (Doug Savant), die altijd aan het werk is.

## Verhaallijn
Lynette was ooit een succesvolle zakenvrouw in de reclamewereld. Ze leerde er ook haar man Tom kennen. Toen ze zwanger werd, besloten ze samen dat het best was dat zij thuis bleef zorgen voor de kinderen. Ze kregen er uiteindelijk vier: 3 jongens (waarvan een tweeling met ADHD) en één meisje. Ze werkt zich uit de naad voor haar vier kinderen - haar man is bijna nooit thuis. Zo geraakt ze verslaafd aan ADHD-medicatie - die ervoor zorgen dat ze over een enorme hoeveelheid energie beschikt die van haar een supermoeder maken. Als dan ook nog eens blijkt dat Tom kans maakt op promotie en nog meer van huis zal weg zijn, steekt ze hier op haar eigen manier een stokje voor.
Als Tom hier echter achter komt, moet Lynette weer aan het werk: Tom beslist om thuis te blijven (nadat hij ontdekte dat Lynette zich te veel bemoeide met zijn werk) en dat Lynette terug moet gaan werken. Lynette gaat solliciteren bij een reclamebureau en wordt aangenomen (omdat ze een perfect voorbeeld geeft van multitasking tijdens haar sollicitatie). Ze heeft echter een vrouwelijke baas, Nina. Lynette en Nina komen niet echt overeen, maar Lynette slaagt er onopzettelijk in Nina buiten te werken en haar plaats in te nemen. Tom is ondertussen huisvader, maar na een tijdje begint het bij hem terug te kriebelen: hij solliciteert voor een job op Lynettes reclamebureau en krijgt de job na duidelijke afspraken met Lynette. Lang blijft Tom niet op het bureau: hij wordt door herstructureringen ontslagen en gaat op zoek naar een nieuwe uitdaging. Lynette ontdekt ook dat Tom op een zakenreis een aantal vluchten voor 2 heeft geboekt en ze besluit hem te volgen: ze ziet Tom met een andere vrouw samen en concludeert dat hij vreemdgaat. Dit blijkt niet te kloppen: Tom heeft in een ver verleden (voor hij Lynette leerde kennen) een onenightstand gehad met Nora Huntington en daar is een baby uit geboren: Kayla Huntington.
Nora beslist bij hen in de buurt te komen wonen. Ze maakt het leven van Lynette tot een hel. Lynette probeert haar aan verschillende mannen te koppelen, maar Nora en Kayla hebben liever Tom als man/vader. Lynette komt hier echter achter en is zo woest, dat ze Tom kan overhalen om via de rechtbank te proberen het volledige ouderschap van Kayla te krijgen. Nora is kwaad op Lynette omdat zij probeert Kayla van haar af te nemen, en gaat op zoek naar Lynette, die net inkopen aan het doen is in de supermarkt waar Carolyn Bigsby (zie "Bree") haar man komt confronteren met overspel. Carolyn schiet Nora dood en Lynette wordt geraakt in haar arm. Ze belooft Nora om goed voor Kayla te zorgen (wat niet makkelijk blijkt, want Kayla verwijt Lynette de dood van haar moeder).
Tom heeft ondertussen de reclamewereld verlaten en begint met een eigen pizzeria: Scavo Pizza. Ze doen een try-out op een buurtfeest, en de pizza’s blijken een schot in de roos. Het wordt ook een echt familiebedrijf: Lynette geeft haar job op en gaat met Tom (die duidelijk laat merken dat hij de baas is) in de zaak werken. De opening is geslaagd: de zaken blijken goed te gaan. De stress van het (samen)werken is echter niet goed voor hun onderlinge relatie en voor Toms gezondheid: ze krijgen vaak ruzie en Tom gaat door zijn rug. Hij is genoodzaakt voor langere tijd plat te moeten liggen, waardoor de pizzeria geen chef meer heeft. Lynette neemt, tegen de zin van Tom, Rick aan. Hij is een knappe, rustige jongeman met een groot charisma en Lynette is dan ook volledig in de ban van Rick. Tom is er niet helemaal gerust in, en krijgt gelijk: na het zien van de beveiligingstape (gewapende mannen pleegden een overval op de pizzeria en sluiten Rick en Lynette voor een nachtje op in de koelkamer) spreekt hij Rick hierover aan: Rick moet ontslag nemen in de pizzeria. Rick vertelt dit aan Lynette en voegt er zijn ware gevoelens aan toe: Lynette vertelt dat ze niet mag toegeven aan die gevoelens, aangezien ze getrouwd is en stuurt Rick de laan uit. Als Tom en Lynette een discussie krijgen over Rick en hun relatie, valt Lynette en moet ze naar het ziekenhuis worden afgevoerd. Uit een MRI-scan blijkt echter dat ze lymfoom (een vorm van kanker) heeft. Haar moeder komt dit te weten en verschijnt in de laatste aflevering plots aan hun voordeur: ze is vastbesloten Lynette te helpen in de moeilijke periode die komen gaat.